# فريدات البدن
فريدات البدن (الاسم العلمي: Idiopidae)، المعروفة أيضًا باسم عناكب الباب المسحور المدرعة، هي فصيلة من عناكب رتيلاء الشكل التي وصفها أوجين سيمون لأول مرة في عام 1889. أجسامها كبير تشبه الرتيلاء.